# Axylia posterioducta
Axylia posterioducta là một loài bướm đêm trong họ Noctuidae.